# Agadir
Agadir (em árabe: أڭادير; em tifinague: ⴳⴰⴷⵉⵔ), antigamente designada Santa Cruz do Cabo de Gué, é uma cidade e município do sul de Marrocos situada a norte da foz do rio Suz (Souss), na costa do Oceano Atlântico. É a capital da região de Suz-Massa e da prefeitura de Agadir-Ida ou Tanane. O município tem uma área de 114.59 km². Em 2024, a população do município era de 504.768 habitantes.

## Etimologia
O nome, que significa "muralha", "fortaleza" ou "cidade" em berber, designa uma espécie de celeiro fortificado característico da região de Suz e do sul de Marrocos, sendo nesta acepção praticamente sinônimo de ksar, o termo árabe que deu origem à palavra "alcácer" em português.

## História

### Ocupação inicial
A história é praticamente omissa sobre Agadir, antes do século XII. O explorador fenício Hanão (c. primeira metade do século V a.C.) teria fundado a cidade de Timiatério junto à foz do Suz. No século II a.C., o historiador Políbio evoca na costa atlântica da África, um cabo Rhysaddir, que poderia ter sido situado perto de Agadir; a sua localização continua a ser fonte de debate.
A mais antiga menção cartográfica que se encontra sobre Agadir aparece numa carta de 1325, com a indicação de um lugar, aproximadamente no sitio da cidade actual, chamado Porto Mesegina, a partir do nome duma tribo berbere já citada no século XII, os Mesguina ou Ksima.
No fim do período medieval, Agadir é uma aldeia de pouca notoriedade; o seu nome, Agadir el-arba, é atestado pela primeira vez em 1510.

### Período Português
Em 1505, os portugueses edificam ao pé do monte, em frente do mar, a Fortaleza de Santa Cruz do Cabo de Gué de Agoa de Narba, onde foi mais tarde o bairro hoje desaparecido de Founti, (chamado assim a partir da palavra portuguesa fonte porque ali encontraram uma).
Rapidamente, os portugueses encontraram dificuldades com as tribos da região, sofrendo longas lutas e cercos, até que, em 12 de março de 1541, o xerife Maomé Axeique toma a fortaleza. Seiscentos sobreviventes foram feitos de prisioneiros, entre estes o governador D. Guterre de Monroy, seus filhos, e sua filha Dona Mécia. Os cativos são resgatados por religiosos vindos especialmente de Portugal. Dona Mécia, cujo marido, D. Rodrigo de Carvalhal, foi morto durante a batalha, tornou-se mais tarde mulher de Maomé Axeique. Mas, depois de ter dado à luz uma filha que apenas viveu oito dias, faleceu ela também pouco mais tarde, em 1543 ou 1544, havendo suspeitas de envenenamento pelas outras mulheres do Xerife. Nesse mesmo ano de 1544, Maomé Axeique fez libertar o governador D. Guterre de Monroy, com quem tinha amizade.

### Domino marroquino
Depois da perda de Agadir, os portugueses acabam por abandonar Safim et Azamor. Marrocos começa a ter menos importância para Portugal, cada vez mais voltado para a Índia e o Brasil. Depois de 1550, com a perda de Arzila, apenas lhes fica Mazagão, Tânger e Ceuta.
Em 1572, o casbá é construída no cimo da serra por Mulei Abedalá Algalibe, sucessor de Maomé Axeique. Chama-se então Agadir N'Ighir, literalmente, o sótão fortificado no monte em tachelhite, (língua berbere de Marrocos).
No século XVII, sob o reino da dinastia berbere de Tazeroualt, Agadir tornou-se uma baía de certa importância, desenvolvendo o comércio com a Europa, apesar de não existir neste período um verdadeiro porto. De Agadir parte o açúcar, a cera, cobre, couros e peles. Os europeus trazem produtos manufacturados, como armas e tecidos. Durante o reino do sultão Mulei Ismail (1645-1727) e seus sucessores, o comércio com a França, até essa data mais importante regride a favor dos ingleses e holandeses.
Em 1731, um terramoto forte atinge a cidade. Em 1746, os holandeses instalam uma feitoria ao pé da casbá, sob o domínio do sultão, e participam na reconstrução da cidade. Por cima da porta do casbá, ainda hoje pode ler-se a inscrição holandesa: "Vreest God ende eert den Kooning", que significa "Teme Deus e honra teu rei", e a data de 1746.
Depois dum longo período de prosperidade sob as dinastias xerifianas (saadianas e alauítas), Agadir declina a partir de 1760, em resultado da proeminência dada ao porto de Mogadouro pelo sultão alauita Sidi Maomé ibne Abedalá, que pretendia castigar o Suz, rebelde à sua autoridade. Esse declínio dura século e meio. Em 1789, um viajante europeu faz uma breve descrição de Agadir: "É agora uma vila deserta, apenas ficam algumas casas que ameaçam ruína".
Em 1881, o sultão Mulei Haçane abre novamente a baía ao comércio para abastecer as expedições que prevê fazer ao sul. Essa expedições, destinadas a reafirmar sua autoridade sobre as tribos do Suz por oposição aos planos dos ingleses e espanhóis, realizaram-se em 1882 e 1886.
Em 1884, Charles de Foucauld descreve na sua Reconnaissance au Maroc a sua rápida passagem por Agadir, vindo do este : "Vou ao longo da costa até Agadir Irir. O caminho passa por baixo desta cidade, entre ela e Founti. Founti é uma aldeia miserável, algumas cabanas de pescadores; Agadir, apesar das suas paredes brancas que lhe dão um ar de cidade, é, segundo me disseram, uma pobre aldeia desabitada e sem comércio.
Em 1911, a chegada de uma canhoneira alemã (A Pantera), provoca o chamado "Coup d'Agadir". A pretexto de um pedido de socorro das empresas alemãs do vale do Suz, a Alemanha decide, a 1 de Julho de 1911, enviar uma canhoneira, a SMS Panther (A Pantera), rapidamente seguida pelo cruzador Berlim, para oficialmente proteger a comunidade local. As fortes reacções internacionais, em particular da Grã-Bretanha, surpreendem a Alemanha. A guerra ameaça. Depois de negociações cumpridas, um tratado franco-alemão é finalmente assinado a 4 de novembro de 1911, permitindo à França, em 1913, ocupar quase todo o reino de Marrocos.

### Período Francês
Em 1913, a vila de Agadir (Agadir N'Iguir e Funti) tem menos de mil habitantes. Em 15 de junho, as tropas francesas chegam a Agadir. Em 1916, um primeiro molhe é construído perto de Founti, chamado mais tarde « jetée portugaise » ( molhe português), que subsistiu até o fim do século XX. Depois de 1920, sob protetorado francês, um porto é edificado e a cidade conhece um primeiro desenvolvimento com a construção do antigo bairro Talborjt situado no planalto ao pé da serra.
Dois anos mais tarde, à beira de Talborjt, ao longo da falha geológica do oued Tildi, o bairro de Yahchech, mais popular, começa a sua construção.
Cerca de 1930, Agadir é uma etapa importante da Aeropostale em que Saint-Exupéry e Mermoz fazem escala.
Durante os anos 1930 começa a ser edificado um centro moderno na cidade, segundo os planos dos urbanistas Henri Prost e de seu adjunto Albert Laprade.
A partir de 1950, com a abertura do porto comercial, a cidade desenvolve-se com a pesca, as conservarias, a agricultura e a exploração de minérios. Movimenta o turismo e, por vários anos seguidos, a partir de 1952, Agadir organiza o "Grande Prémio automóvel de Agadir" e o Grande Prêmio automóvel de Marrocos.

Em 1959, o porto recebe a visita do iate do armador grego Aristóteles Onassis e de seu hóspede, Winston Churchill.

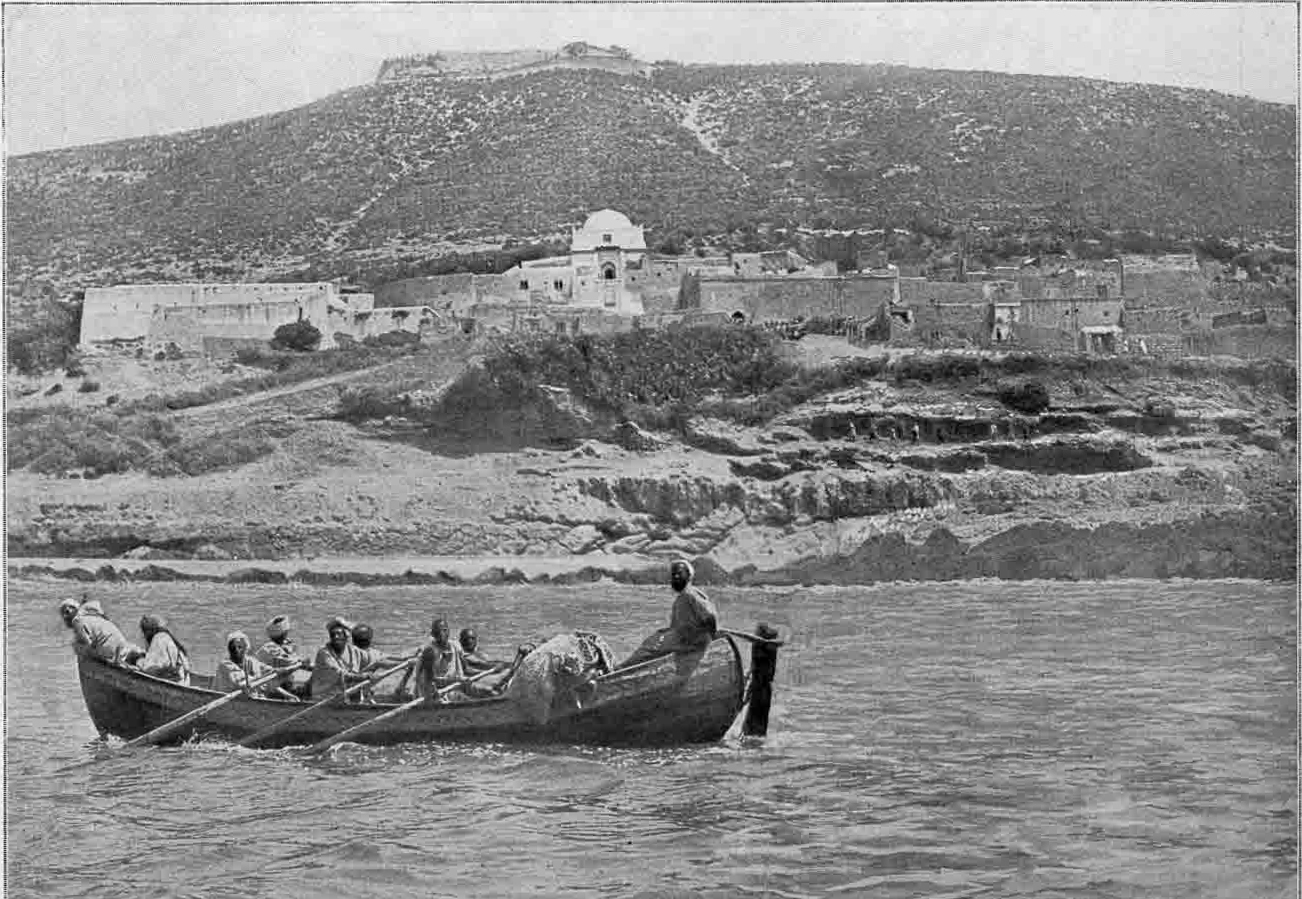
O bairro de Founti e o casbá em 1905
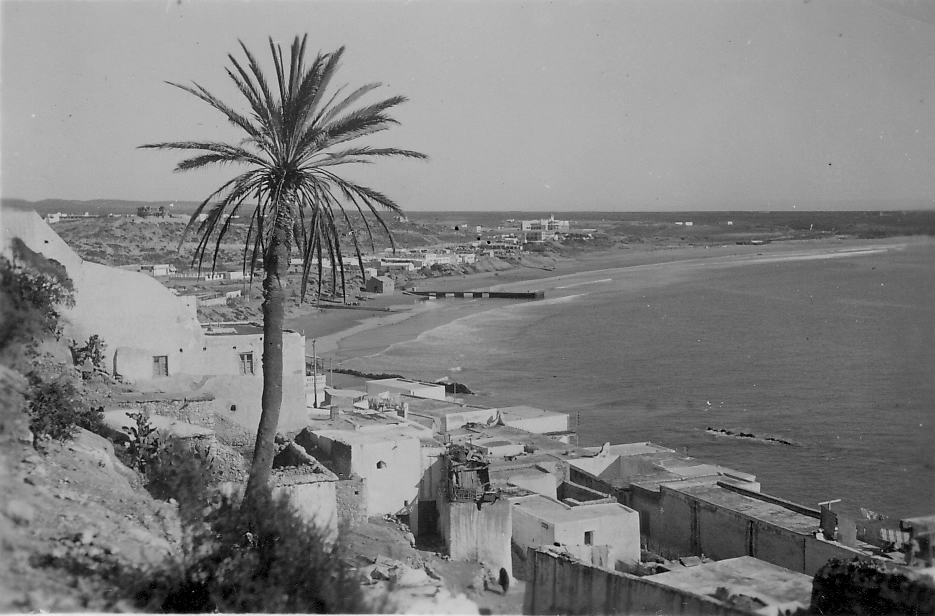
O bairro de Founti e a praia em 1930
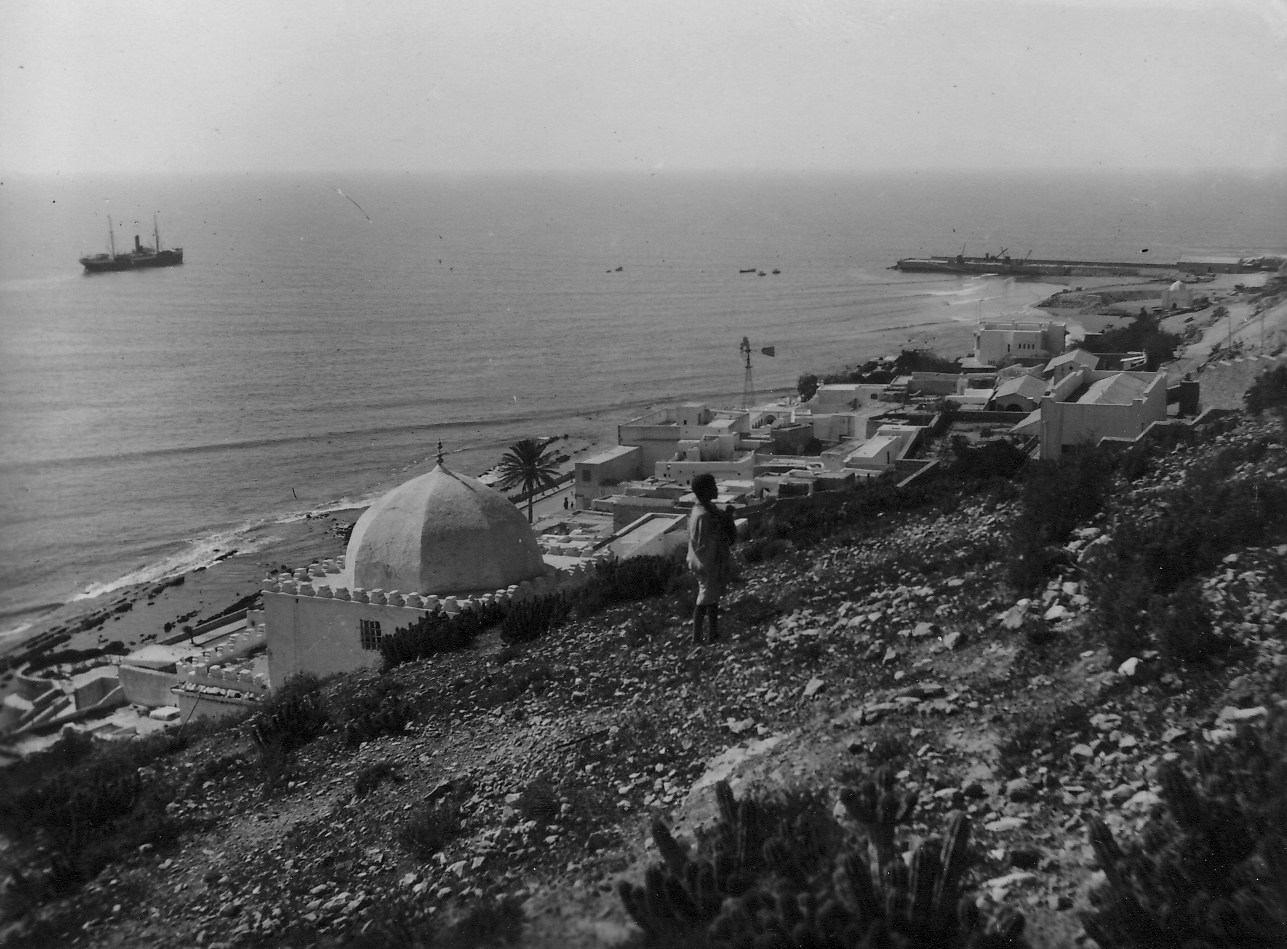
O bairro de Founti e o porto em construção em 1930

### Agadir depois de 1960
Em 1960, quando faltavam 15 minutos para a meia-noite do dia 29 de Fevereiro, Agadir que tinha mais de 40 mil habitantes foi novamente destruída por um sismo de magnitude 5,7 na Escala de Richter, que durou 15 segundos, matando cerca de 20 mil pessoas. O terremoto destruiu a Kasbah antiga.
Ao ver a destruição em Agadir, o rei Mohammed V de Marrocos declarou: "se o Destino decidiu a destruição de Agadir, a sua reconstrução depende da nossa fé e vontade." A reconstrução começou em 1961, dois quilómetros a sul do epicentro do terremoto.
A cidade foi reconstruída com traços modernos e registou um forte surto demográfico que a transformou num dos mais importantes centros turísticos do país. Agadir é um importante porto comercial e piscatório, o maior exportador mundial de sardinha. Os prédios altos, as avenidas largas, os modernos hotéis e os cafés ao estilo europeu lhe emprestam modernidade, contrastando com a típica paisagem de uma cidade marroquina.

A partir de 2015 a cidade que anteriormente pertencia a região de Souss-Massa-Drâa, passou a pertencer a região de Suz-Massa extinção da anterior região.

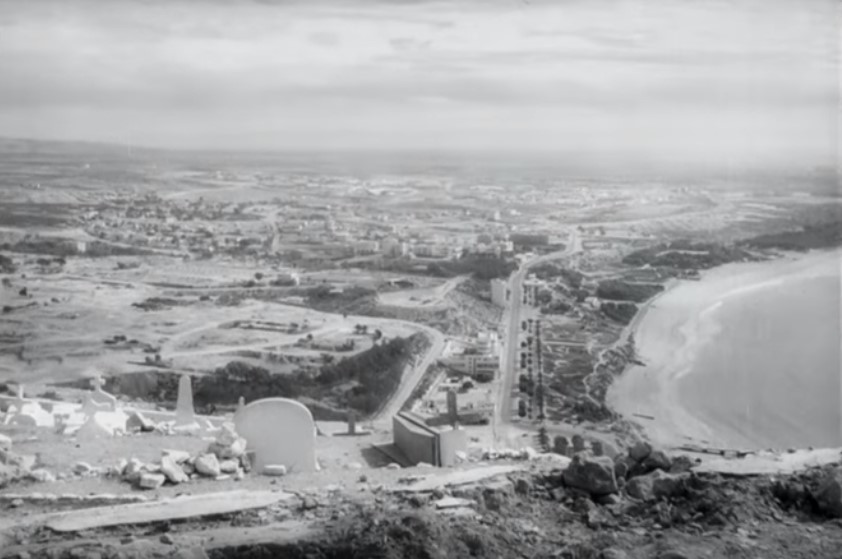
Agadir depois do terramoto.
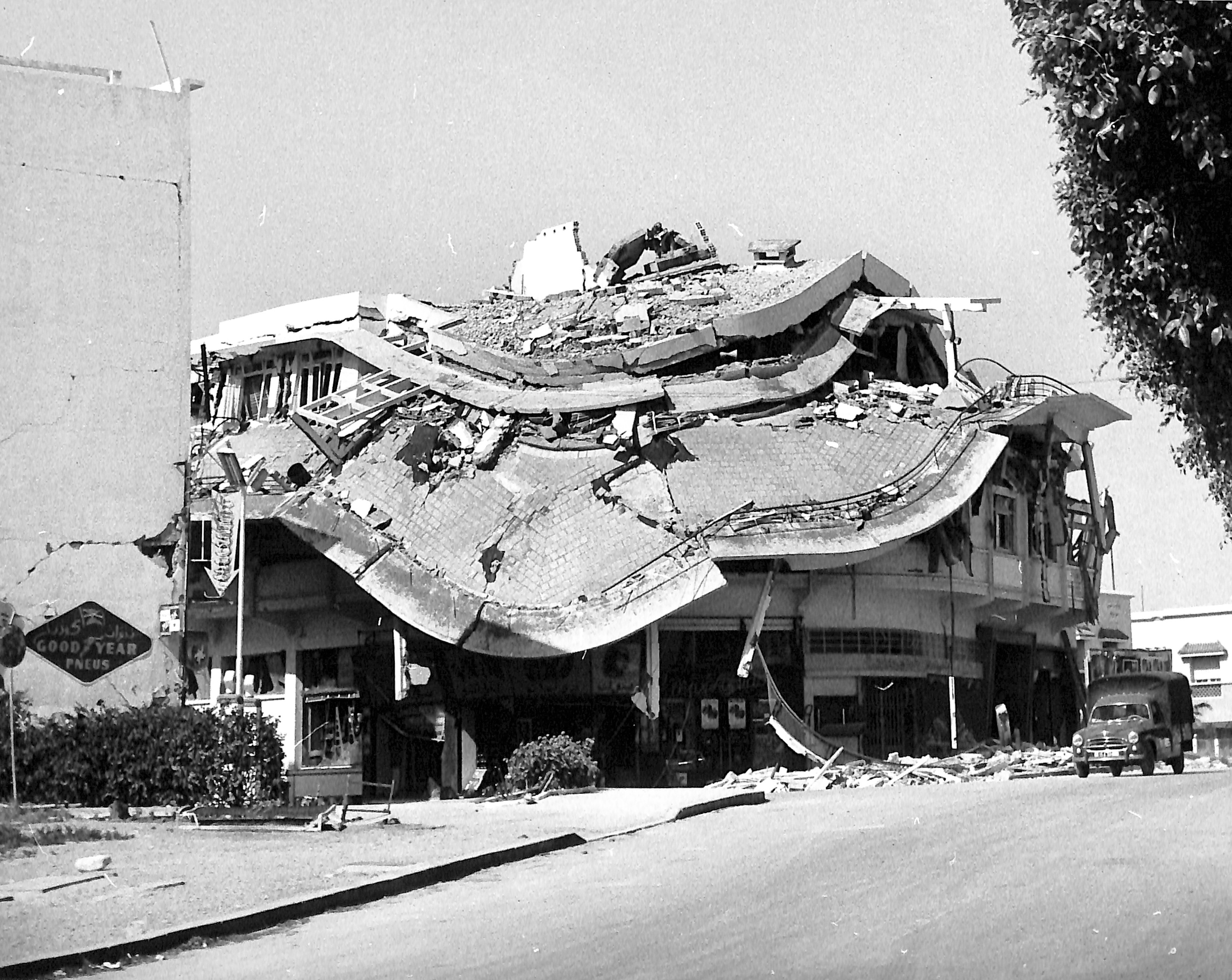
Edifício destruído.
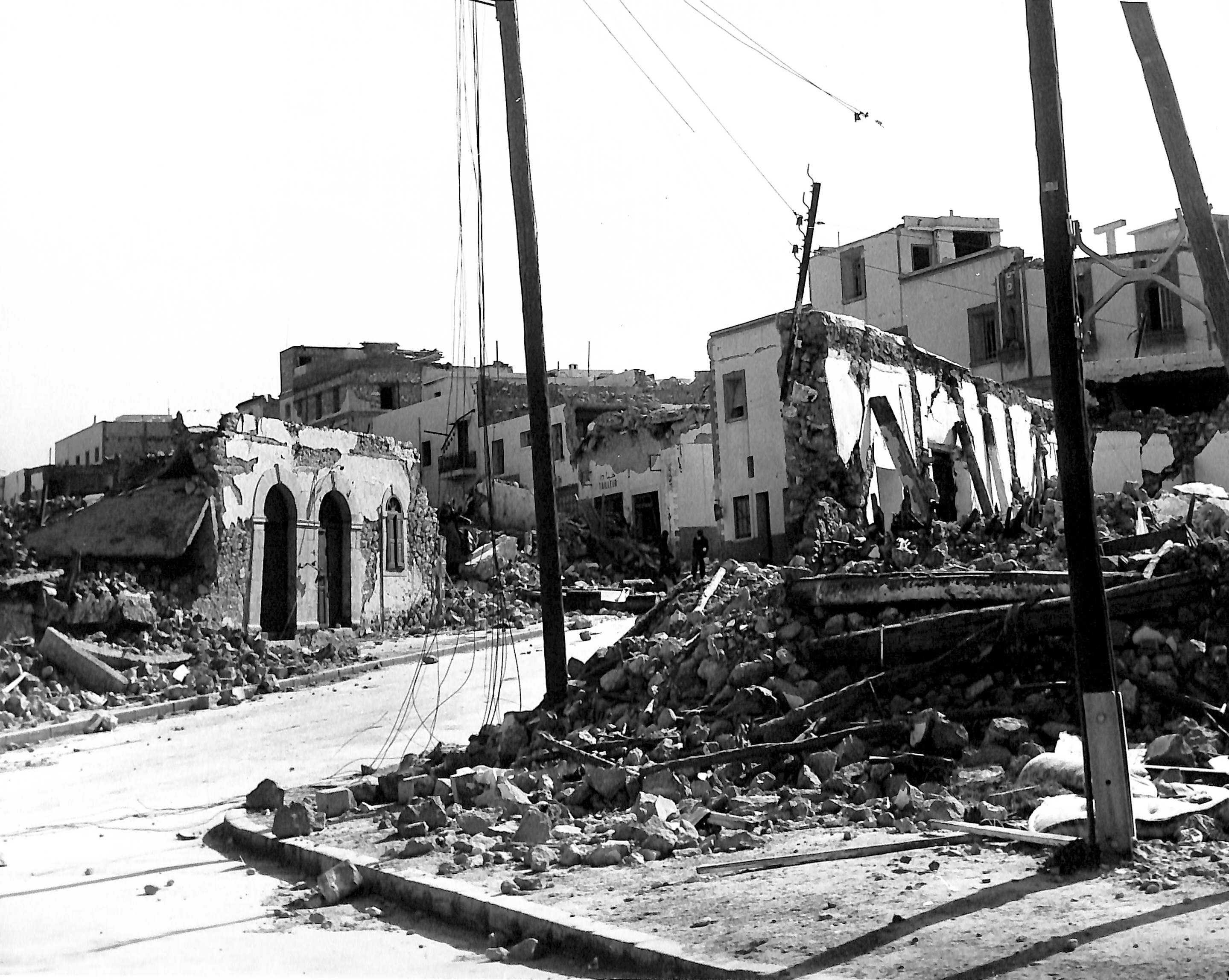
Ruas destruídas pelo terramoto.

## Demografia
Em 2024 o município tinha 504.768 habitantes. Em 2004 a área metropolitana tinha 678 596 habitantes e estimava-se que em 2012 tivesse 600 177 habitantes.

### Crescimento populacional
O crescimento demográfico do município ao longo dos anos é a seguinte:
| 2024    | 2014    | 2004    | 1994    |
| ------- | ------- | ------- | ------- |
| 504.768 | 421.844 | 344.422 | 254.865 |

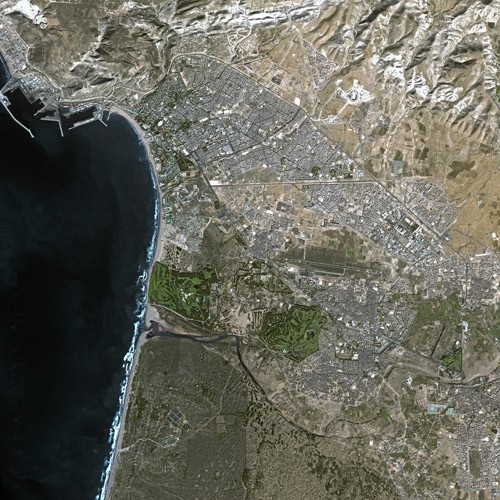
A zona urbana de Agadir, visto por satélite.

## Clima
Localizada ao longo do Oceano Atlântico, Agadir tem um clima temperado. A temperatura diurna geralmente fica na casa dos 20 °C, com as elevações de inverno, tipicamente atingindo 20,7 °C entre dezembro e janeiro. A temperatura anual é semelhante a de Nairobi, no Quénia, mas com menor índice pluviométrico e noites mais quentes no meado do ano.
| Dados climatológicos para Agadir | Dados climatológicos para Agadir | Dados climatológicos para Agadir | Dados climatológicos para Agadir | Dados climatológicos para Agadir | Dados climatológicos para Agadir | Dados climatológicos para Agadir | Dados climatológicos para Agadir | Dados climatológicos para Agadir | Dados climatológicos para Agadir | Dados climatológicos para Agadir | Dados climatológicos para Agadir | Dados climatológicos para Agadir | Dados climatológicos para Agadir |
| Mês                              | Jan                              | Fev                              | Mar                              | Abr                              | Mai                              | Jun                              | Jul                              | Ago                              | Set                              | Out                              | Nov                              | Dez                              | Ano                              |
| -------------------------------- | -------------------------------- | -------------------------------- | -------------------------------- | -------------------------------- | -------------------------------- | -------------------------------- | -------------------------------- | -------------------------------- | -------------------------------- | -------------------------------- | -------------------------------- | -------------------------------- | -------------------------------- |
| Temperatura máxima média (°C)    | 20,2                             | 21,1                             | 22,4                             | 22,1                             | 22,7                             | 23,9                             | 25,4                             | 25,8                             | 26,7                             | 25,3                             | 23,6                             | 21,3                             | 23,2                             |
| Temperatura mínima média (°C)    | 8,6                              | 10,4                             | 11,7                             | 12,6                             | 14,4                             | 16,7                             | 18,3                             | 18,7                             | 18,4                             | 16                               | 13,3                             | 9,7                              | 14                               |
| Precipitação (mm)                | 36                               | 38                               | 33                               | 23                               | 3                                | 0                                | 0                                | 0                                | 1                                | 24                               | 32                               | 38                               | 228                              |
| Fonte: Meteo France              |                                  |                                  |                                  |                                  |                                  |                                  |                                  |                                  |                                  |                                  |                                  |                                  |                                  |

## Turismo
Agadir é um dos destinos turísticos mais procurados de Marrocos. Uma das suas principais atracções é o Parque Nacional de Souss-Massa que abriga uma população de íbis-eremitas, espécie de ave em extinção. Agadir, também conhecida pelas suas praias, com areais que se estendem por dez quilómetros, tem um clima ameno, com sol durante quase todo o ano.

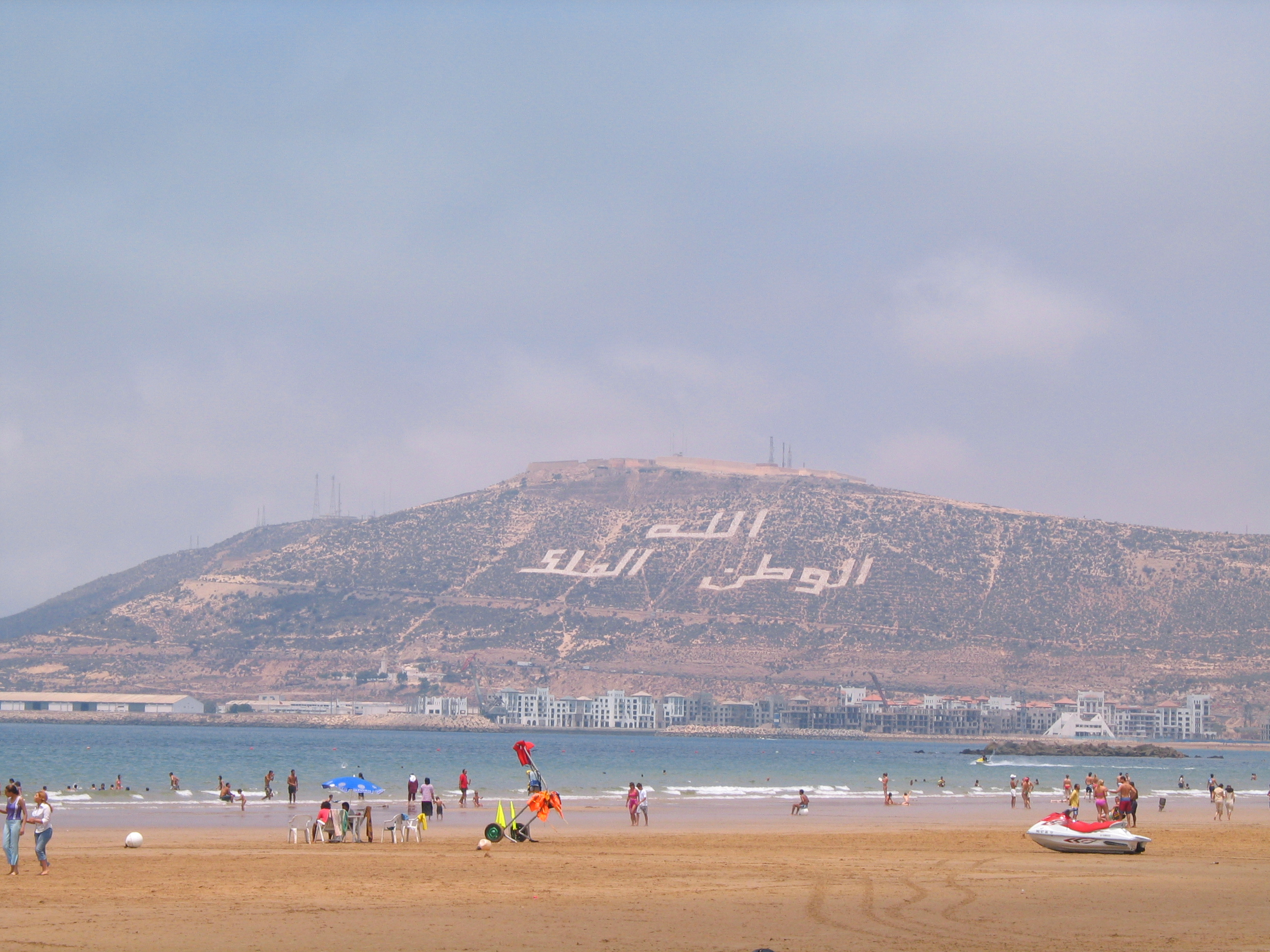
O casbá visto da praia de Agadir
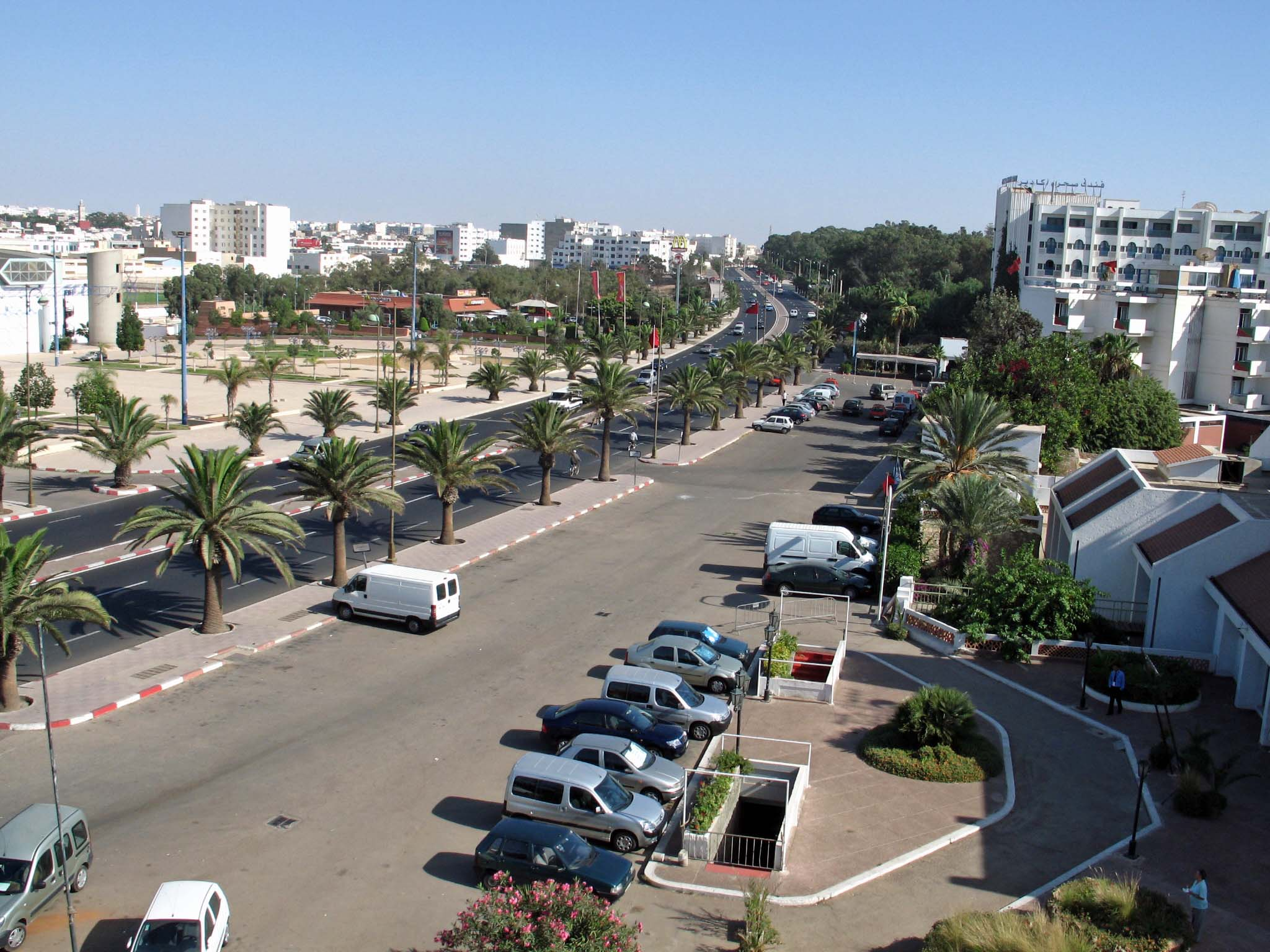
O bulevar Muhammed V, a avenida principal de Agadir
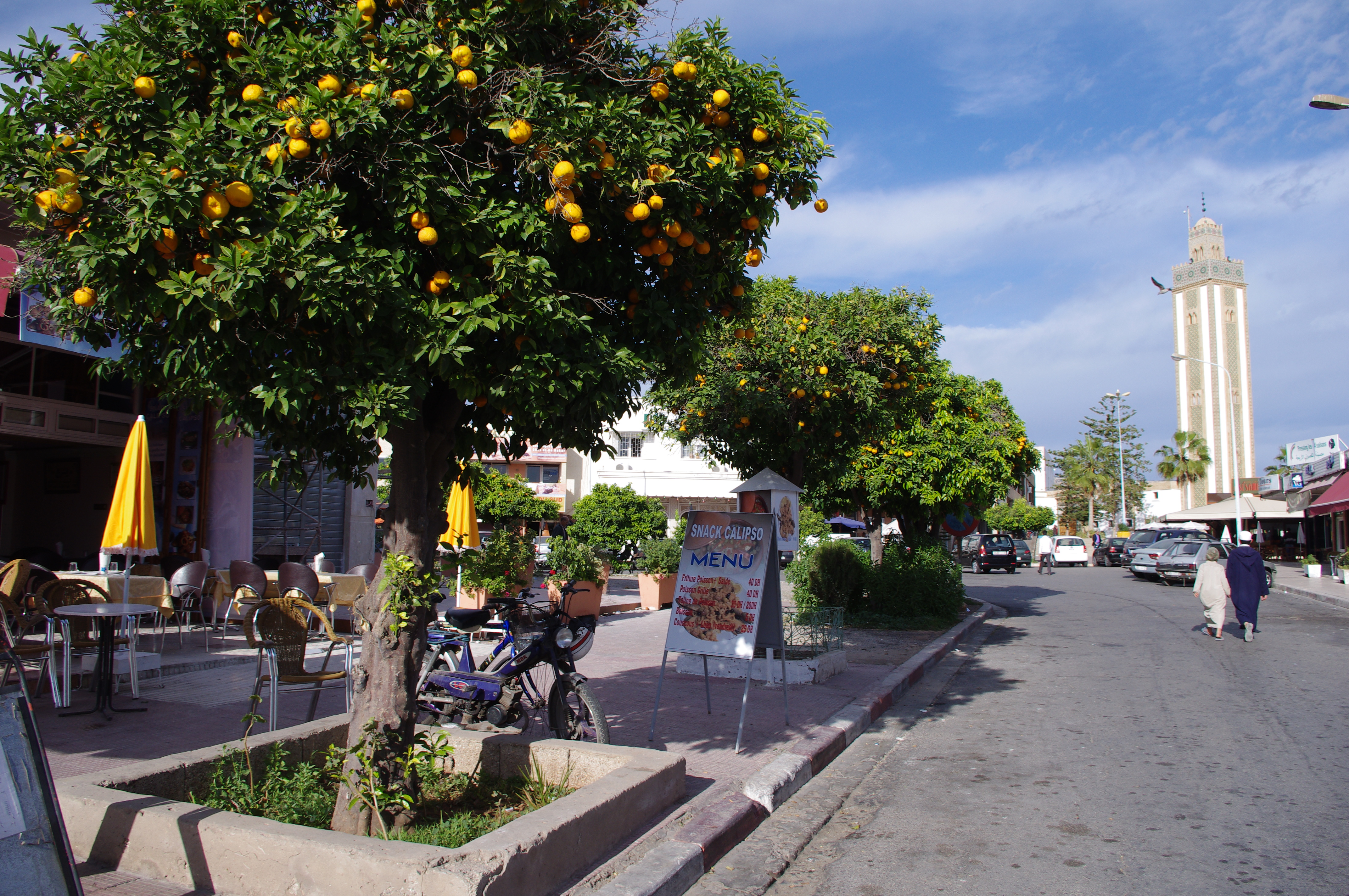
Rua de Agadir.
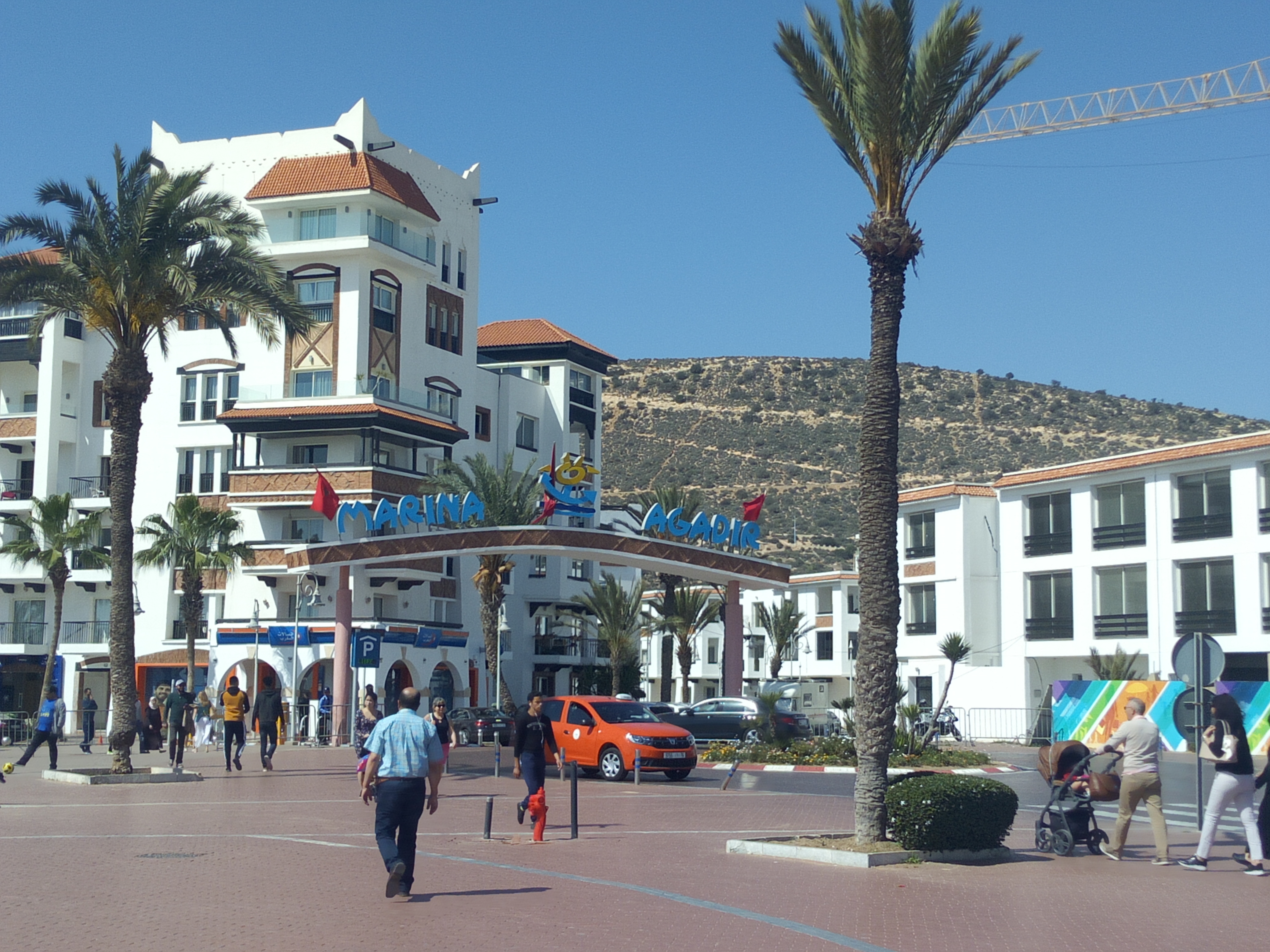
Rua, junto a marina.
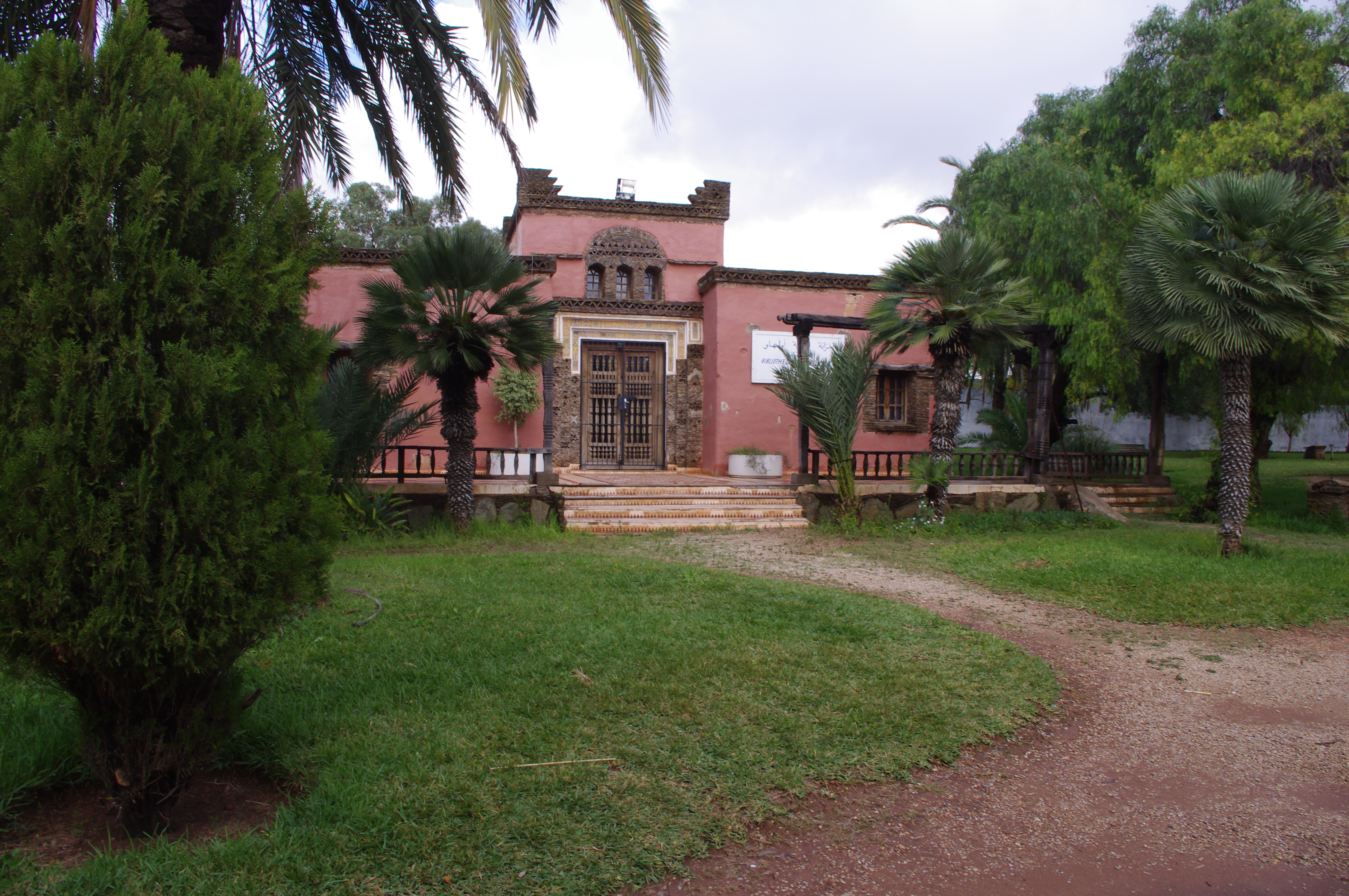
Biblioteca no Jardim de Olhão
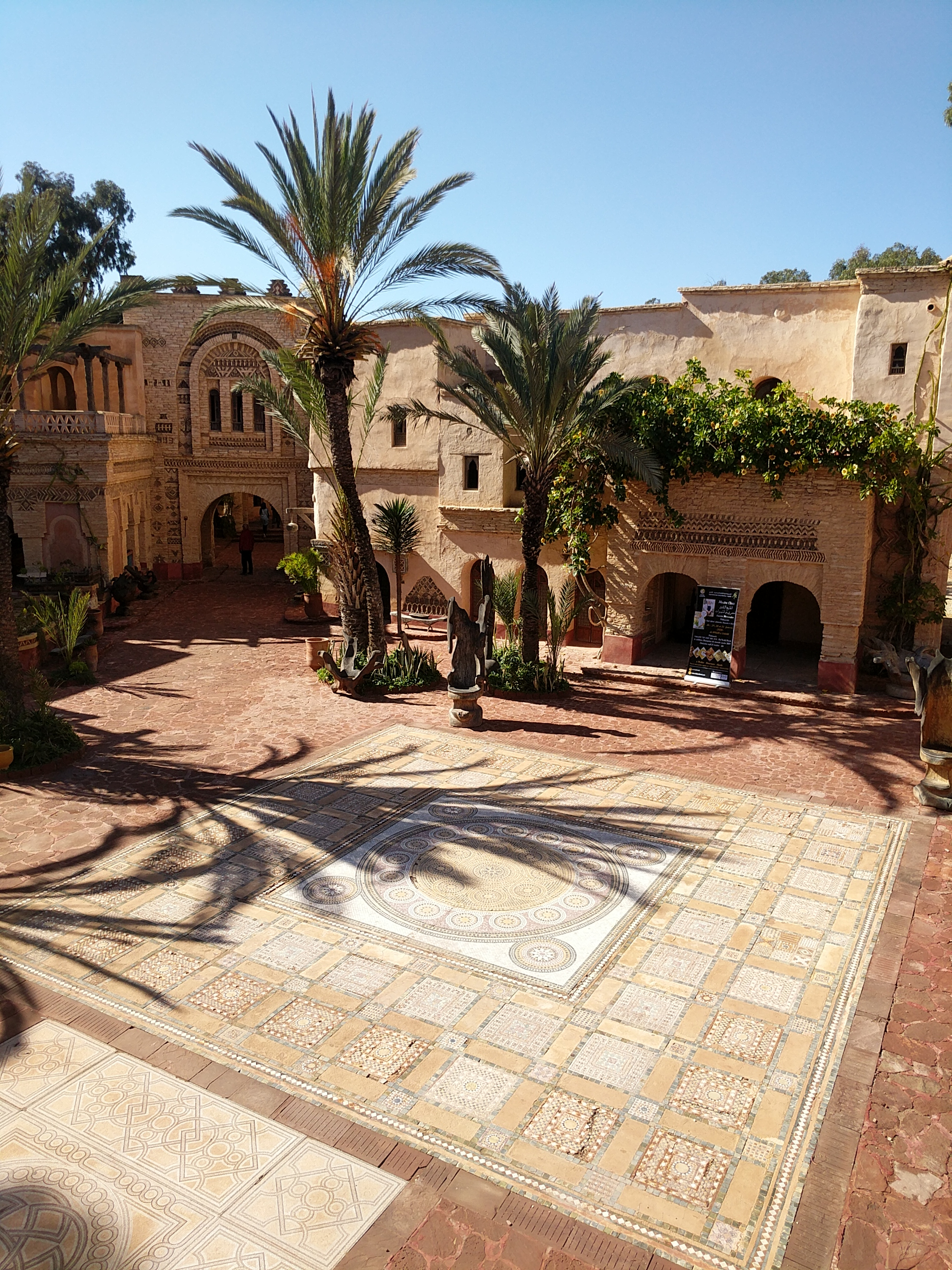
A medina.
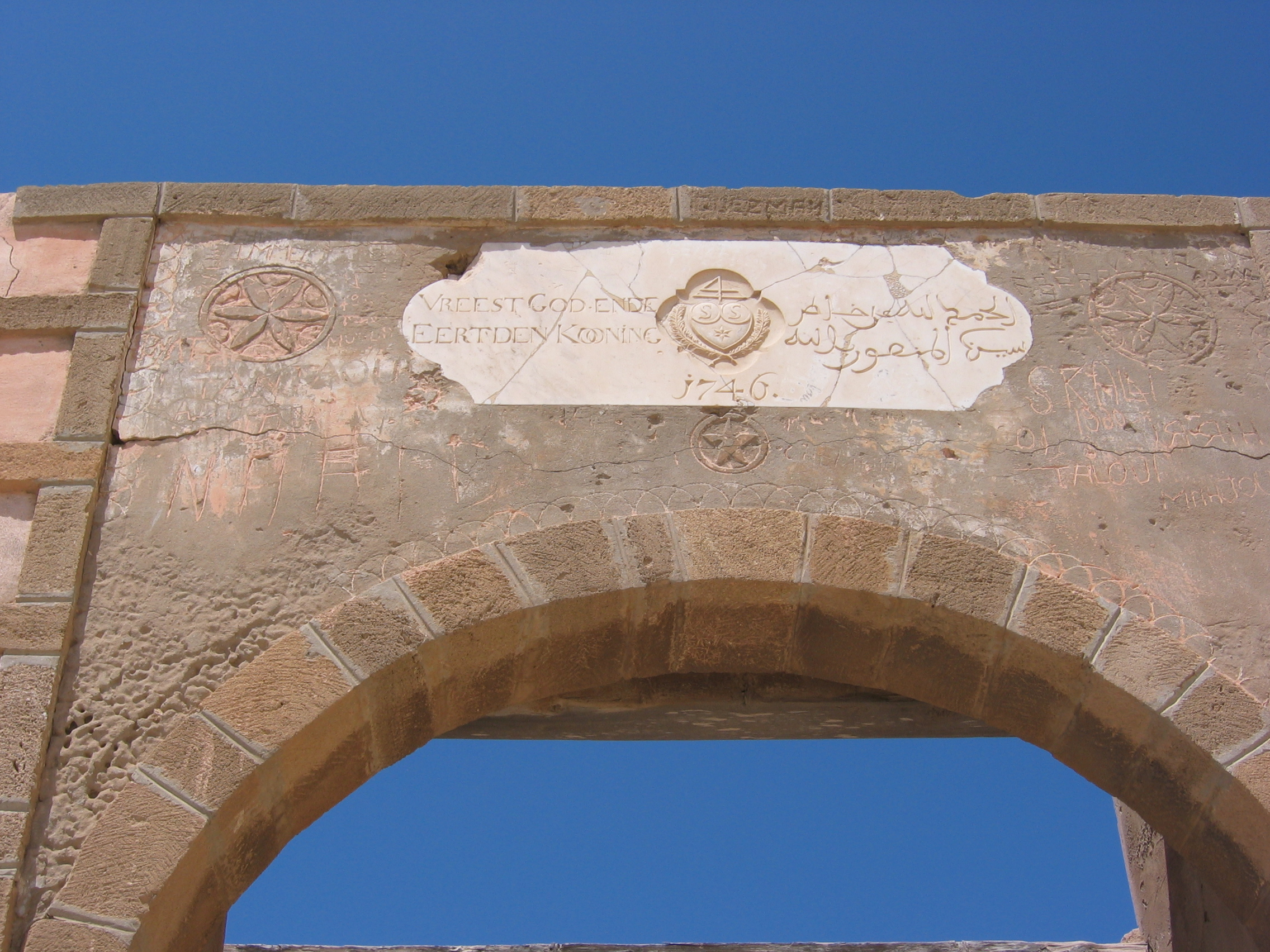
A entrada do casbá
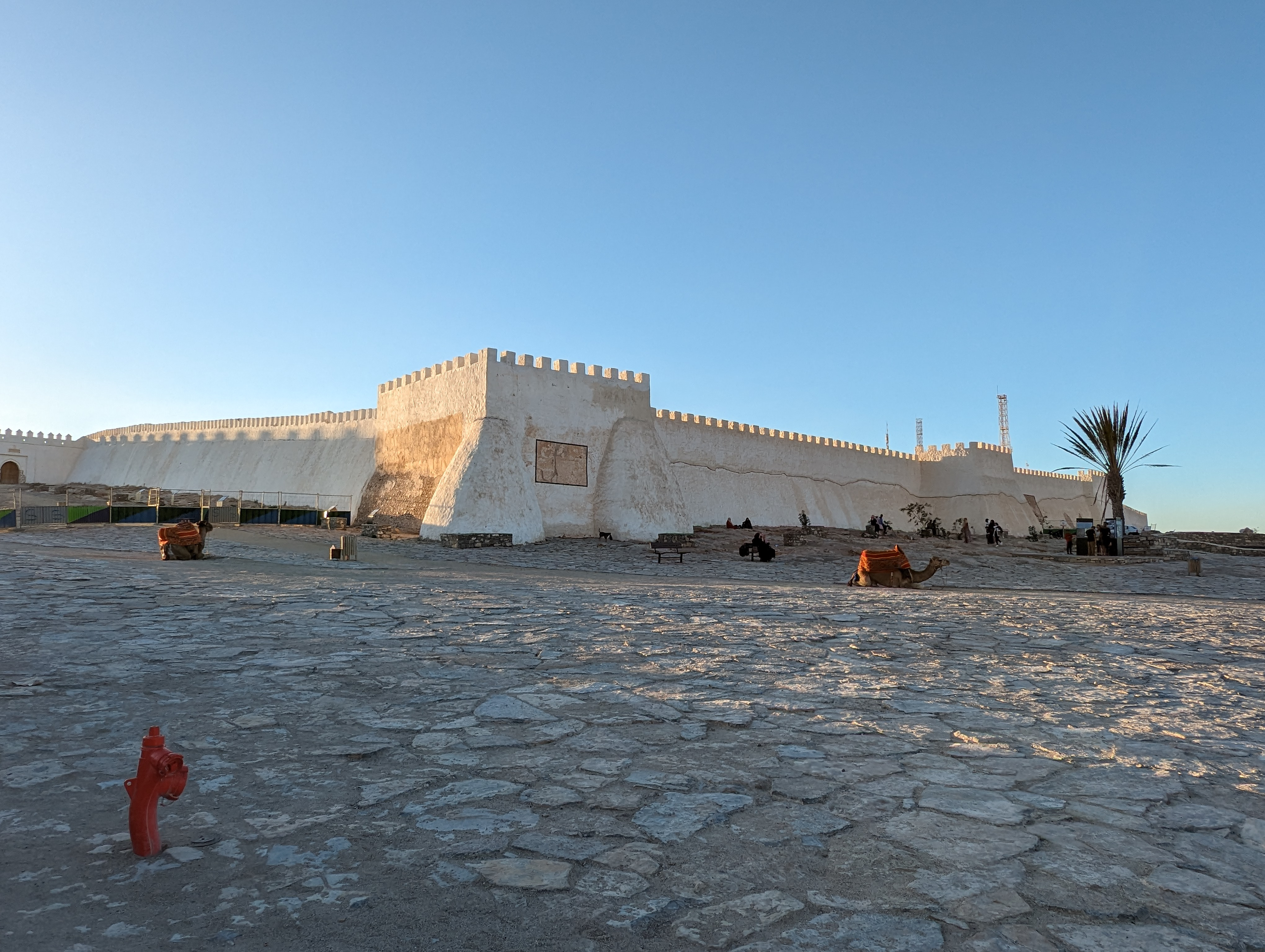
O casbá de Agadir Oufella
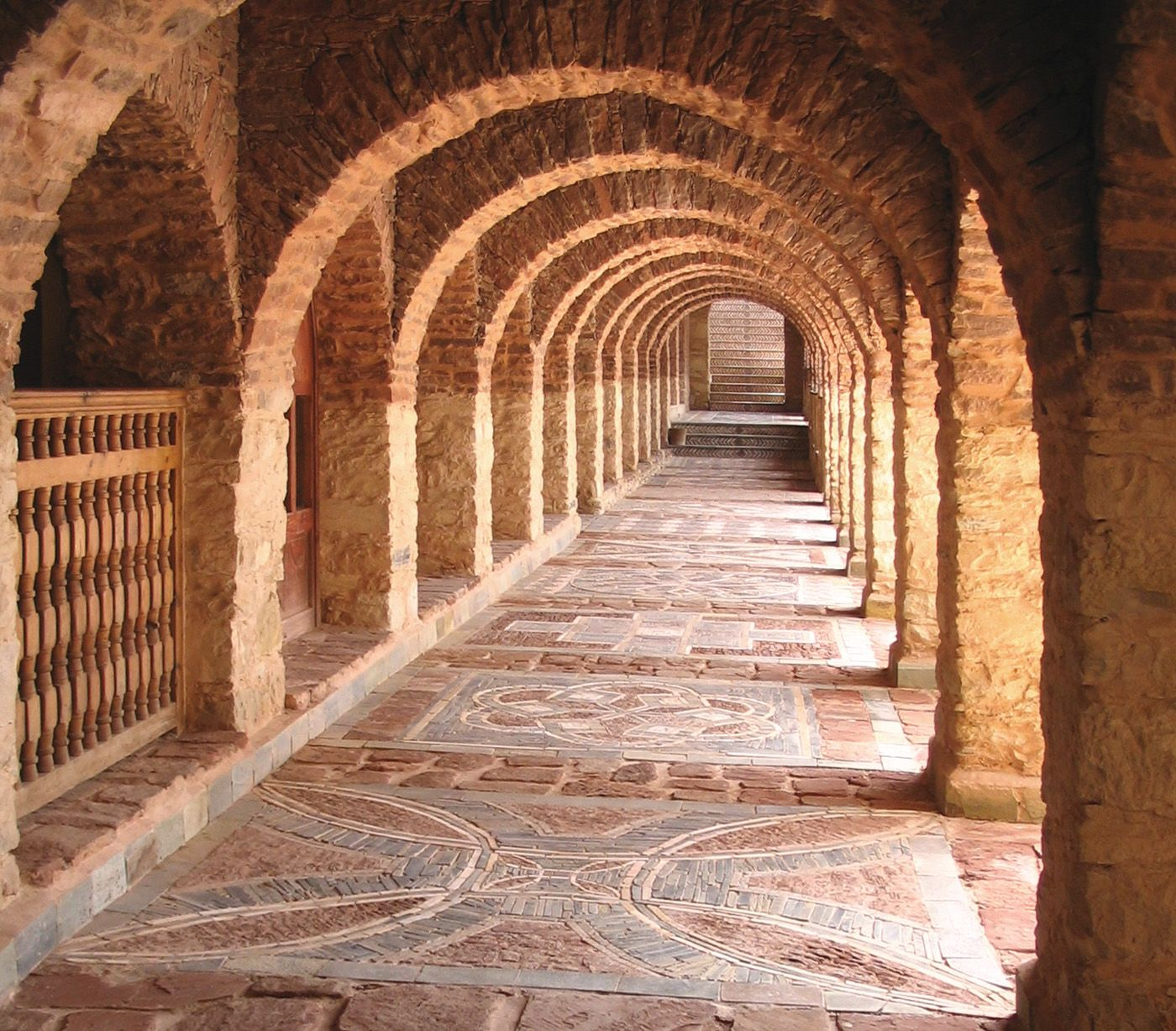
A medina

### Museus e locais de interesse
- Jardim de Portugal e Museu Memorial
- Museu de Talborjt "La Kasbah"
- Museu Bert Flint
- Museu de Artes Berberes
- Museu Municipal de Agadir
- Le Sicilien Coco Polizzi (Bairro)
- Jardim de Olhão, em Talborjt

## Transportes
Agadir possui um aeroporto internacional, Al Massira, localizado a 22 km do centro da cidade.

## Personalidades associadas à cidade
- Abbes Kabbage (falecido a 1 Maio de 1984), líder do Partido Istiqlal
- Abdelaziz Lahrech (falecido a 14 de Março de 1994), líder do Partido para a Democracia e a Independência
- Mohammed Khair-Eddine (1941-1995), escritor
- Aourik Abdellah, pintor
- O presidente do município é Tariq Kabbaj.

## Educação

### Ensino Superior
- Universidade de Agadir (IbnZohr)
- Faculdade de Ciências de Agadir
- Escola Superior de Tecnologia de Agadir

### Ensino Secundário
- Grupo Escolar Paul Gauguin Agadir
- Liceu Qualificante Youssef Ben Tachfine

## Futebol
- Hassania Union Sport d'Agadir (HUSA)

## Geminações
Agadir tem protocolos celebrados com quatro cidades:
- Olhão, Portugal
- Miami, Estados Unidos
- Oakland, Estados Unidos
- Nantes, França